# Guanosine triphosphate
Pour les articles homonymes, voir GTP.
Le guanosine triphosphate (GTP) est une coenzyme de transfert de groupements phosphate.
Les propriétés du guanosine triphosphate et de ses dérivés, guanosine diphosphate et guanosine monophosphate, sont identiques à celles de l'adénosine triphosphate (et ses dérivés). C'est un donneur de phosphate. Il est hydrolysé par toute une série d'enzymes appelées les GTPases. Ces protéines alternent entre deux conformations : active liée au GTP et inactive liée au GDP. L'équilibre entre ces deux conformations est régulé par des facteurs d'échange (GEF) permettant l'échange du GDP par le GTP, des protéines GAP catalysant l'hydrolyse du GTP, et enfin des protéines GDI inhibant la dissociation du GDP.